# محطة قطار آشي
محطة قطار آشي (بالإنجليزية: Ashey railway station) هي محطة قطار تقع في قرية آشي في جزيرة وايت، إنجلترا. تُستخدم حاليًا كمحطة تراثية ضمن سكك حديد جزيرة وايت البخارية.

## التاريخ
تم افتتاح المحطة الأصلية في عام 1875 كجزء من سكك حديد رايد ونيوتن وساندون. وقد خدمت القرية والمناطق الريفية المحيطة بها، وكانت جزءًا من خط يمتد بين رايد ونيوتن.
في خمسينيات القرن العشرين، تعرضت المحطة لعدة مشاكل هيكلية بسبب الانزلاقات الأرضية، مما أدى إلى نقل الموقع قليلًا، وافتتاح محطة بديلة قريبة في عام 1956. ومع ذلك، تم إغلاق الخط بالكامل في أواخر الستينيات في ظل تقليص شبكة السكك الحديدية في البلاد.
في عام 1993، أُعيد افتتاح محطة آشي على يد مؤسسة السكك الحديدية البخارية كجزء من خط تراثي مخصص للرحلات السياحية، ويُستخدم اليوم لأغراض ثقافية وسياحية، مع تنظيم رحلات بقطارات بخارية كلاسيكية.

## المعالم المجاورة
بالقرب من المحطة، تقع آثار من ميدان سباق آشي الشهير، الذي كان يُستخدم لسباقات الخيول منذ القرن التاسع عشر.

## الخدمات
تُخدم المحطة حاليًا عبر القطارات البخارية التي تُشغلها سكك حديد جزيرة وايت البخارية، وهي تعمل خلال أشهر الصيف والمواسم السياحية، وتربط بين عدة محطات تراثية على الجزيرة.